# ハリモグラ科
ハリモグラ科 (ハリモグラか、Tachyglossidae）は、哺乳綱単孔目に分類される科。
カモノハシ亜目（カモノハシのみが現生）と姉妹群をなすグループである。ハリモグラ科には、ハリモグラ属のハリモグラと、ミユビハリモグラ属に属する3種の、計4種が現生である。
英語圏では Echidna (エキドナ、ギリシア神話に登場する上半身が美女で下半身はヘビという魔神)、または、Spiny Anteater (トゲのあるアリクイ) と呼ばれる。

## 分布
ハリモグラはオーストラリア（タスマニアを含む）およびニューギニアに、ミユビハリモグラ属はニューギニアに分布する。

## 分類
以下の分類・英名は、Groves(2005)に従う。和名は川田ら(2018)に従う。
- ハリモグラ属 Tachyglossus
  - Tachyglossus aculeatus ハリモグラ Short-beaked echidna
- ミユビハリモグラ属 Zaglossus
  - Zaglossus attenboroughi アッテンボローミユビハリモグラ Sir David's long-beaked echidna
  - Zaglossus bartoni ヒガシミユビハリモグラ Eastern long-beaked echidna
  - Zaglossus bruijni ミユビハリモグラ Western long-beaked echidna

## 特徴
ハリモグラ科の動物は、体表を覆う柔らかい体毛のほかに、太くて硬いトゲ（体毛が特殊化したもの）をもつが、ハリモグラが背面から側面にかけてトゲに覆われているのに対して、より大柄で足や鼻面も長いミユビハリモグラはやわらかい毛に覆われ、トゲが少なく短い。そのために、両者の外見的な印象は、かなり異なっている。なお、これらは体毛なので年老いた個体では抜けて灰色の乾燥した肌がむき出しになってしまい、特に吻が長いミユビハリモグラは小さなゾウのような姿になる。
これは単孔類全般に言えるが、体温調節機能が低いため外気温に体温が影響されやすく、ハリモグラは毎年4カ月ぐらい冬眠状態で過ごすものもいるが、それでも周囲の気温と完全に同じではなくわずかに高い。
目は小さく、視覚はネズミと同程度。耳の穴はかなり大きいが耳介がなく、外からは見分けづらい。
ハリモグラ類は、細長くとがった鼻面をもち、その先端近くに、わりに大きな鼻孔がある。嗅覚も鋭く、落ち葉や下生えの中に鼻先を突っ込んで掘り返しながら食物を探すのに役立つ。口は小さく、歯はまったくない。ハリモグラはシロアリやアリ、ミユビハリモグラはミミズや単独性の昆虫を主な食物とし、細長く柔軟な舌でこれらの食物をなめとり、素早く口の中に運ぶ。四肢にはそれぞれ5本（ハリモグラ）か3本（ミユビハリモグラ）の指があり、そのうちの数本には長くて丈夫な爪があり、蟻塚を壊したり、穴を掘って隠れるたりすることに利用される。